# Тимъти Зан
Тимъти Зан (на английски: Timothy Zahn) е американски писател на научна фантастика.

## Биография и творчество
Роден е в Чикаго, щат Илинойс, САЩ. и е завършил университетите в Мичиган и Илинойс. Той получава диплома по физика и започва да работи по специалността си като едновременно с това пише. Професионално с писателска дейност започва да се занимава след 1980 г. Неговата първа публикация е „Ърни“ („Ernie“) и излиза през 1979 г.
Първите разкази и повести, които пише Тимъти Зан се отличават със своята оригиналност. Това се дължи на научното образование, което той получава. Идеите, които той описва в своите произведения са интересни и от научна гледна точка. Едни от най-популярните му произведения са поредиците на военна тематика – „The Blackcollar“ и „Cobra“, които се състоят от общо шест романа.
В началото на 1990-те авторът пише два романа на тема „Междузвездни войни“ (Star Wars). Тези две произведения го превръщат в един от най-четените писатели на научна фантастика.

### Цикли

#### Цикъл „Conquerors“ („Завоевателите“)
- Conquerors' Pride (Гордостта на завоевателите)
- Conquerors' Heritage (Наследството на завоевателите)
- Conquerors' Legacy (Войната на завоевателите)

#### Цикъл „Blackcollar“
- The Blackcollar (Блекколар)
- The Backlash Mission
- The Judas Solution

#### Цикъл „Cobra“ („Кобра“)
- Cobra (Кобра)
- Cobra Strike (Ударът на кобрата)
- Cobra Bargain (Сделка за кобри)

#### Цикъл „Star Wars“ („Междузвездни войни“)
- Heir to the Empire (Наследникът на Империята)
- Dark Force Rising (Тъмната сила)
- The Last Command (Последната заповед)
- Specter of the Past (Призрак от миналото)
- Vision of the Future (Поглед в бъдещето)
- Survivor's Quest (В търсене на оцелелите)
- Outbound Flight (Изходящ полет)
- Allegiance
- Choices of One
- Thrawn

### Романи
- A Coming of Age
- Angelmass (Ангелиада)
- Dead Man's Switch
- Spinneret
- The Icarus Hunt (Гонитба за Икар)
- Triplet
- Warhorse

### Повести и разкази
- A Lingering Death
- Banshee
- Bete Noire
- Between a Rock and a High Place
- Cascade Point
- Clean Slate
- Dark Thoughts at Noon
- Defensive Only
- Dragon Pax
- Ernie
- Expanded Charter
- Final Solution
- Guilt By Association
- Hitmen – See Murders
- Hollow Victory
- Houseguest
- I Pray the Lord My Soul to Keep
- Job Inaction
- Justice Machine
- Loophole
- Music Hath Charms
- Not Always to the Strong
- Origin
- Pawn's Gambit (Гамбит с пионка)
- Raison D'Etre
- Red Thoughts at Morning
- Return to the Fold
- Starsong
- Teamwork
- The Art of War
- The Broccoli Factor
- The Cassandra
- The Challenge
- The Dreamsender
- The Energy Crisis of 2215
- The Evidence of Things Not Seen
- The Final Report on the Lifeline Experiment
- The Giftie Gie Us
- The Hand That Rocks the Casket
- The Peaceful Man
- The Play's the Thing
- The President's Doll
- The Price of Survival
- The Shadows of Evening
- The Talisman
- Time Bomb
- Unitive Factor
- Warlord
- When Jonny Comes Marching Home